# Bruvik
60°28′51″N 5°41′0″Ø / 60.48083°N 5.68333°Ø
Bruvik er en bebyggelse i Osterøy kommune i Hordaland fylke i Norge, beliggende ved Sørfjorden, på den sydlige del af øen Osterøy.
Bruvik var en selvstændig herredskommune i tidsrummet 1870–1963. Den blev oprettet ved delingen af Haus kommune 1. januar 1870, med et folketal på 2.062 mennesker. Størstedelen af kommunen lå på fastlandet øst for Osterøya, og en mindre del på selve Osterøya. Bruvik ophørte som egen kommune 1. januar 1964 da Bruvikbygden på Osterøya indgik i Osterøy kommune, mens fastlandsdelen indgik i Vaksdal kommune. Bruvik havde ved kommunesammenlægningen et folketal på 5.673, hvoraf 409 boede på Osterøya og 5.264 på fastlandet.